# Filippo Caracciolo
Filippo Caracciolo, VIII principe di Castagneto, III duca di Melito (Napoli, 4 marzo 1903 – Napoli, 16 luglio 1965), è stato un nobile, politico e antifascista italiano appartenente alla famiglia dei Caracciolo di Castagneto.
Era il padre di Marella Agnelli Caracciolo di Castagneto, dell'editore Carlo Caracciolo e del giornalista Nicola Caracciolo.

## Biografia
Si laurea in scienze politiche e commerciali e nel 1934 assume incarichi diplomatici in Turchia, in Svizzera e a Strasburgo. Durante il congresso di Bari, svoltosi nel 1944 dai Comitato di Liberazione Nazionale assume l'incarico di segretario della giunta esecutiva e successivamente ricopre il ruolo di sottosegretario del Ministero dell'interno nel secondo governo di Pietro Badoglio. Enzo Santarelli, nel suo libro Mezzogiorno 1943-1944. Uno sbandato nel Regno del Sud, racconta come Caracciolo si adoperò per l'ingresso, fino ad allora osteggiato, nel governo Badoglio dei comunisti.
Tra il settembre 1943 e il settembre 1945 viene nominato segretario del Partito d'Azione, insieme con Pasquale Schiano e Adolfo Omodeo e con Ferruccio Parri, responsabile militare al Nord. Dal 1949 al 1954 è segretario generale aggiunto del Consiglio d'Europa.
Fra la fine del secondo conflitto e l'inizio degli anni '50 in parallelo all'impegno politico assume ruoli inerenti allo sviluppo nazionale e alla difesa del patrimonio paesaggistico-culturale: presidente dell'Automobile Club d'Italia dal 1951 al 1965 (e direttore della rivista dell'ACI l'Automobile dal maggio 1948 al maggio 1950), presidente di Italia Nostra, presidente della Federazione Internazionale dell'Automobile (FIA), vicepresidente dell'OTA (Organizzazione del Turismo e dell'Automobile), consigliere ANFIA, e ulteriori incarichi in vari enti e associazioni quali la SARA (società di assicurazioni), la società L'Editrice dell'Automobile, Cofige, Sicreo, Sacop.
È autore anche di opere letterarie. L'assidua partecipazione allo sviluppo del settore automobilistico e del turismo gli fruttò la medaglia d'oro di benemerito della scuola e della cultura.

## Opere
- I canti di ognuno
- Il passaggio d'Irene
- I trionfi
- Il vivaio
- due pubblicazioni una personale ed una con Sergio Romano, Diario di Napoli 1943-1945, Passigli, 1992

## Ascendenza
|                                                    |                       |                                   | Genitori                                      |  |  | Nonni |  |  | Bisnonni                                                   |  |  | Trisnonni                        |  |
|                                                    |                       |                                   |                                               |  |  |       |  |  | Nicola Caracciolo di Castagneto, IV principe di Castagneto |  |  | Gaetano Caracciolo di Castagneto |  |
|                                                    |                       |                                   |                                               |  |  |       |  |  | Nicola Caracciolo di Castagneto, IV principe di Castagneto |  |  | Gaetano Caracciolo di Castagneto |  |
|                                                    |                       | Beatrice Caracciolo di Lavello    |                                               |  |  |       |  |  | Nicola Caracciolo di Castagneto, IV principe di Castagneto |  |  |                                  |  |
| Filippo Caracciolo di Castagneto, I duca di Melito |                       |                                   |                                               |  |  |       |  |  | Nicola Caracciolo di Castagneto, IV principe di Castagneto |  |  |                                  |  |
|                                                    |                       | Emanuela Caracciolo di Sant'Eramo | Carlo Caracciolo, IX marchese di Sant'Eramo   |  |  |       |  |  |                                                            |  |  |                                  |  |
|                                                    |                       | Emanuela Caracciolo di Sant'Eramo | Carlo Caracciolo, IX marchese di Sant'Eramo   |  |  |       |  |  |                                                            |  |  |                                  |  |
|                                                    |                       | Emanuela Caracciolo di Sant'Eramo | Maria Teresa Gaetani dell'Aquila d'Aragona    |  |  |       |  |  |                                                            |  |  |                                  |  |
| Nicola Caracciolo di Castagneto, II duca di Melito |                       | Emanuela Caracciolo di Sant'Eramo |                                               |  |  |       |  |  |                                                            |  |  |                                  |  |
|                                                    |                       | Giuliano Campagna, barone         | …                                             |  |  |       |  |  |                                                            |  |  |                                  |  |
|                                                    |                       | Giuliano Campagna, barone         | …                                             |  |  |       |  |  |                                                            |  |  |                                  |  |
|                                                    |                       | Giuliano Campagna, barone         | …                                             |  |  |       |  |  |                                                            |  |  |                                  |  |
| Emilia Compagna                                    |                       | Giuliano Campagna, barone         |                                               |  |  |       |  |  |                                                            |  |  |                                  |  |
|                                                    |                       | Giulia Pandola                    | Gaetano Pandola                               |  |  |       |  |  |                                                            |  |  |                                  |  |
|                                                    |                       | Giulia Pandola                    | Gaetano Pandola                               |  |  |       |  |  |                                                            |  |  |                                  |  |
|                                                    |                       | Giulia Pandola                    | Emilia Mizzino                                |  |  |       |  |  |                                                            |  |  |                                  |  |
| Filippo Caracciolo di Castagneto                   |                       | Giulia Pandola                    |                                               |  |  |       |  |  |                                                            |  |  |                                  |  |
|                                                    | Francesco Mele Barese | …                                 |                                               |  |  |       |  |  |                                                            |  |  |                                  |  |
|                                                    | Francesco Mele Barese | …                                 |                                               |  |  |       |  |  |                                                            |  |  |                                  |  |
|                                                    | Francesco Mele Barese | …                                 |                                               |  |  |       |  |  |                                                            |  |  |                                  |  |
| Ippolito Mele Barese                               | Francesco Mele Barese |                                   |                                               |  |  |       |  |  |                                                            |  |  |                                  |  |
|                                                    |                       | Antoinette Charlotte de Salles    | …                                             |  |  |       |  |  |                                                            |  |  |                                  |  |
|                                                    |                       | Antoinette Charlotte de Salles    | …                                             |  |  |       |  |  |                                                            |  |  |                                  |  |
|                                                    |                       | Antoinette Charlotte de Salles    | …                                             |  |  |       |  |  |                                                            |  |  |                                  |  |
| Meralda Mele Barese                                |                       | Antoinette Charlotte de Salles    |                                               |  |  |       |  |  |                                                            |  |  |                                  |  |
|                                                    |                       | Winthrop Mackworth-Praed          | William Mackworth-Praed                       |  |  |       |  |  |                                                            |  |  |                                  |  |
|                                                    |                       | Winthrop Mackworth-Praed          | William Mackworth-Praed                       |  |  |       |  |  |                                                            |  |  |                                  |  |
|                                                    |                       | Winthrop Mackworth-Praed          | Elizabeth Winthrop                            |  |  |       |  |  |                                                            |  |  |                                  |  |
| Elizabeth Lilian Mackworth-Praed                   |                       | Winthrop Mackworth-Praed          |                                               |  |  |       |  |  |                                                            |  |  |                                  |  |
|                                                    |                       | Helen Bogle                       | George Bogle of Effingham and Burlington Str. |  |  |       |  |  |                                                            |  |  |                                  |  |
|                                                    |                       | Helen Bogle                       | George Bogle of Effingham and Burlington Str. |  |  |       |  |  |                                                            |  |  |                                  |  |
|                                                    |                       | Helen Bogle                       | Adelaide Lamoninary                           |  |  |       |  |  |                                                            |  |  |                                  |  |
|                                                    |                       | Helen Bogle                       |                                               |  |  |       |  |  |                                                            |  |  |                                  |  |